# Klarosz
A klarosz az állam által adományozott, apáról fiúra szálló, oszthatatlan, elidegeníthetetlen és a használó halála után az államra visszaszálló földbirtok az ókori Spártában. A helóták az állam tulajdonában voltak, őket egy-egy állami földterülethez, klaroszhoz rendeltek, s a klaroszokat kiosztották a szabad spártaiak, a homoioszok között, akiknek egy-egy klarosz birtoklása jelentette a legfelső spártai réteghez tartozást. A klarosz a rajta levő helótákkal együtt öröklődött tövább a homoiosz legidősebb fia számára, aki így lett a vezető réteg tagja. 